# Jean-Pierre Bolomey
Jean-Pierre Bolomey (10. lipnja 1926.) je bivši švicarski hokejaš na travi. 
Na hokejaškom turniru na Olimpijskim igrama 1952. u Londonu je igrao za Švicarsku. Odigrao je tri susreta. Švicarska je ispala u 1. krugu od Austrije. Švicarska je dijelila 5. – 12. mjesto.

## Vanjske poveznice
- Profil na Sports Reference.com  Arhivirana inačica izvorne stranice od 6. siječnja 2009. (Wayback Machine)